# Cittadella Giudiziaria
La Cittadella Giudiziaria è la nuova sede del Tribunale di Salerno progettata da David Chipperfield nel 1999.

## Storia
Un primo progetto per la Cittadella risale agli anni ottanta, quando l'allora giunta di Salerno ne prevedeva la costruzione nella zona orientale della città. Con l'insediamento di Vincenzo De Luca nel 1993 e l'opposizione di un procuratore aggiunto della Repubblica al progetto originario, l'area d'intervento fu spostata nel centro cittadino, dove sorgeva il dismesso scalo merci. Nel 1999 l'amministrazione comunale bandì un concorso internazionale di idee, a cui invitò a partecipare 80 studi che però in gran parte non parteciparono. Vincitore del concorso fu l'architetto britannico David Chipperfield, con secondo e terzo classificato lo studio catalano Miralles-Tagliabue e il francese Dominique Perrault.
Dopo un primo avvio dei lavori nel 2003, con la previsione di chiudere il cantiere in circa due anni, i lavori si sono bloccati a causa della presenza di falde acquifere non considerate in progetto malgrado la presenza del vicino fiume Irno e, nel 2008 a causa del fallimento dell'impresa appaltatrice che si era aggiudicata la gara al massimo ribasso. Nello stesso anno, prima dello stop dei lavori, sono stati conclusi i lavori strutturali. Nel 2010 il cantiere è stato affidato alla ditta Soledil che ha consegnato le prime tre palazzine il 7 marzo 2014.
I lavori per il completamento delle restanti, iniziati a gennaio 2016 sono stati affidati alla R.T.I. Passarelli SpA (capogruppo) - Costruzioni Barozzi, con un finanziamento di 27 milioni stanziato dal CIPE nell'ambito di un emendamento nella votazione sulla Legge di Stabilità 2014, con il quale si previde la destinazione di 30 milioni di euro per l'edilizia giudiziaria con particolare riguardo per il completamento delle opere già cantierate. Il trasferimento degli uffici è iniziato nel 2017 e il completamento definitivo è avvenuto nel 2019.

## Il progetto

### Aspetti urbanistici
La città giudiziaria si inserisce in un'area libera compresa fra il tratto terminale, verso il mare, della nuova strada urbana Lungo Imo ed il fascio dei binari del deposito delle Ferrovie dello Stato. Il complesso occupa un'area verde con orti interna al nucleo centrale della città che ben poteva costituire un parco urbano e si compone di sei blocchi edilizi disposti su una piastra intervallati da cinque corti che collegano gli edifici tra loro.

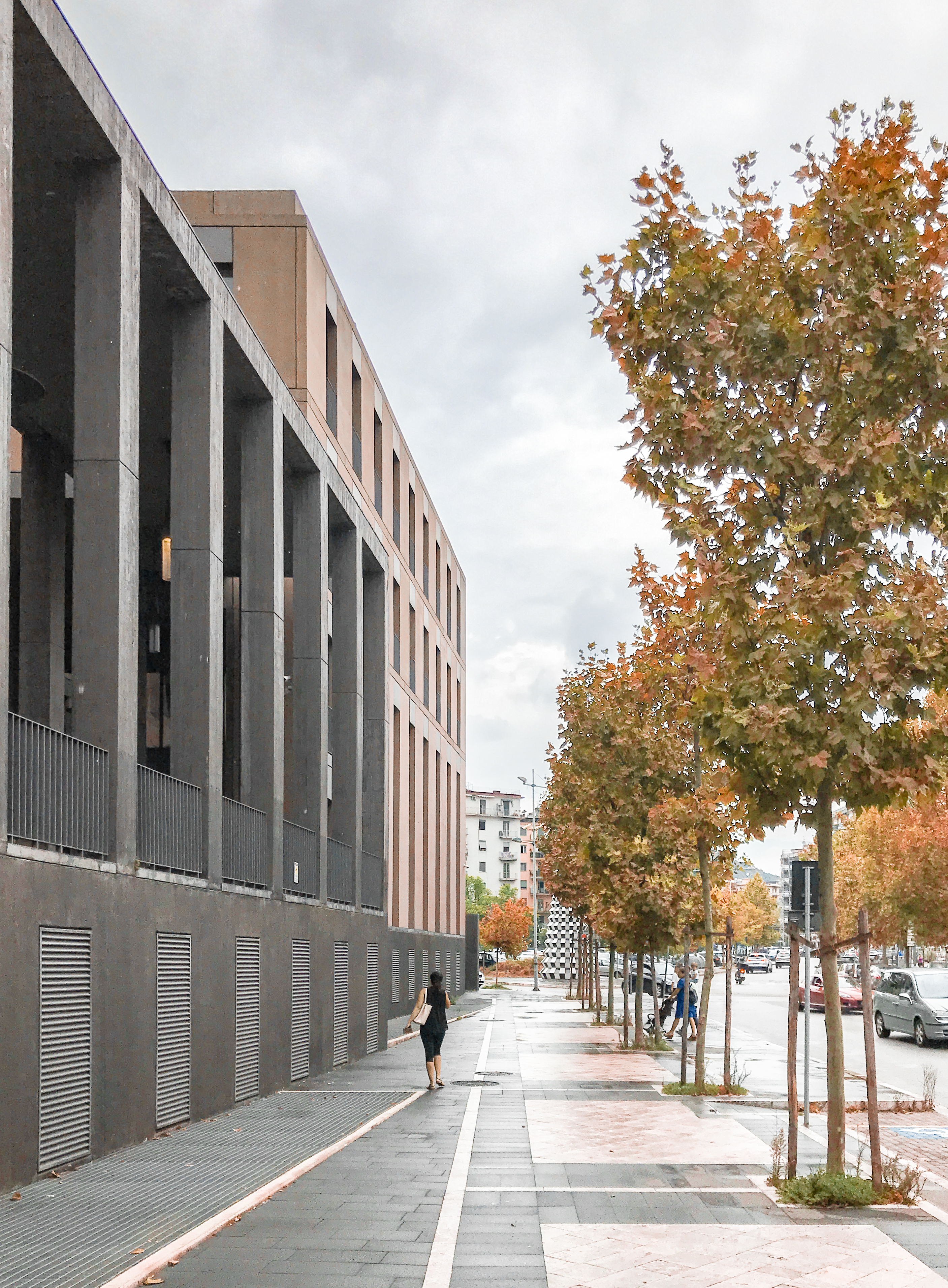
L'area esterna alla palazzina B

L'ingresso principale è ubicato all'estremità nord del sito, dove tra Via Dalmazia e Via Cacciatori dell'Imo è stata realizzata una piazzetta.
L'accesso pedonale avviene da tale piazza, attraverso un porticato a corte. La corte è direttamente connessa all'edificio di ingresso del Tribunale dove è ubicata la postazione di controllo principale. Un secondo ingresso pedonale sarà localizzato in prossimità della Corte d'Appello.

### Aspetti architettonici-funzionali
Il progetto di David Chipperfield, esposto nel 2002 alla Biennale di Venezia, e in gran parte analogo a quello di Barcellona, prevedeva, in una prima fase, la costruzione di nove edifici, poi ridotti a sei, di altezza variabile, con finestre. L'idea è stata di creare un edificio giudiziario che non fosse intimidatorio ma rendesse piuttosto l'idea di una giustizia popolare. Il progetto presenta un edificio centrale su cinque livelli che fa da fulcro della struttura caratterizzata da due torri, una di dieci livelli, l'altra di tredici livelli. La prima torre a nord, è a sua volta affiancata da un edificio di quattro livelli chiuso posteriormente da un porticato ed aperta sul fianco nord alla nuova piazzetta Dalmazia, di fatto uno slargo ed al Faro della Giustizia, una scultura pagata ben 600.000 euro. A sud svetta la seconda torre, la più alta, la cui imponenza è interrotta da 2 edifici: il primo di quattro livelli separato dalla torre da un porticato; il secondo edificio di sei livelli che chiude tutto il complesso a sud e si affaccia sull'area di via Vinciprova.
Dalla relazione illustrativa del progetto si legge, in contrasto con la realtà, che "Le scelte progettuali sono state indirizzate verso la massima valorizzazione del luogo e dell'istituzione e verso la semplificazione e l'armonia, per costruire con minimo sforzo e massima semplicità soluzioni durature." Si è così lavorato per realizzare un complesso edilizio che fosse estremamente semplice nella concezione e nella costruzione e privo di eleganza, varietà, flessibilità alle funzioni ed ai mutamenti spaziali.

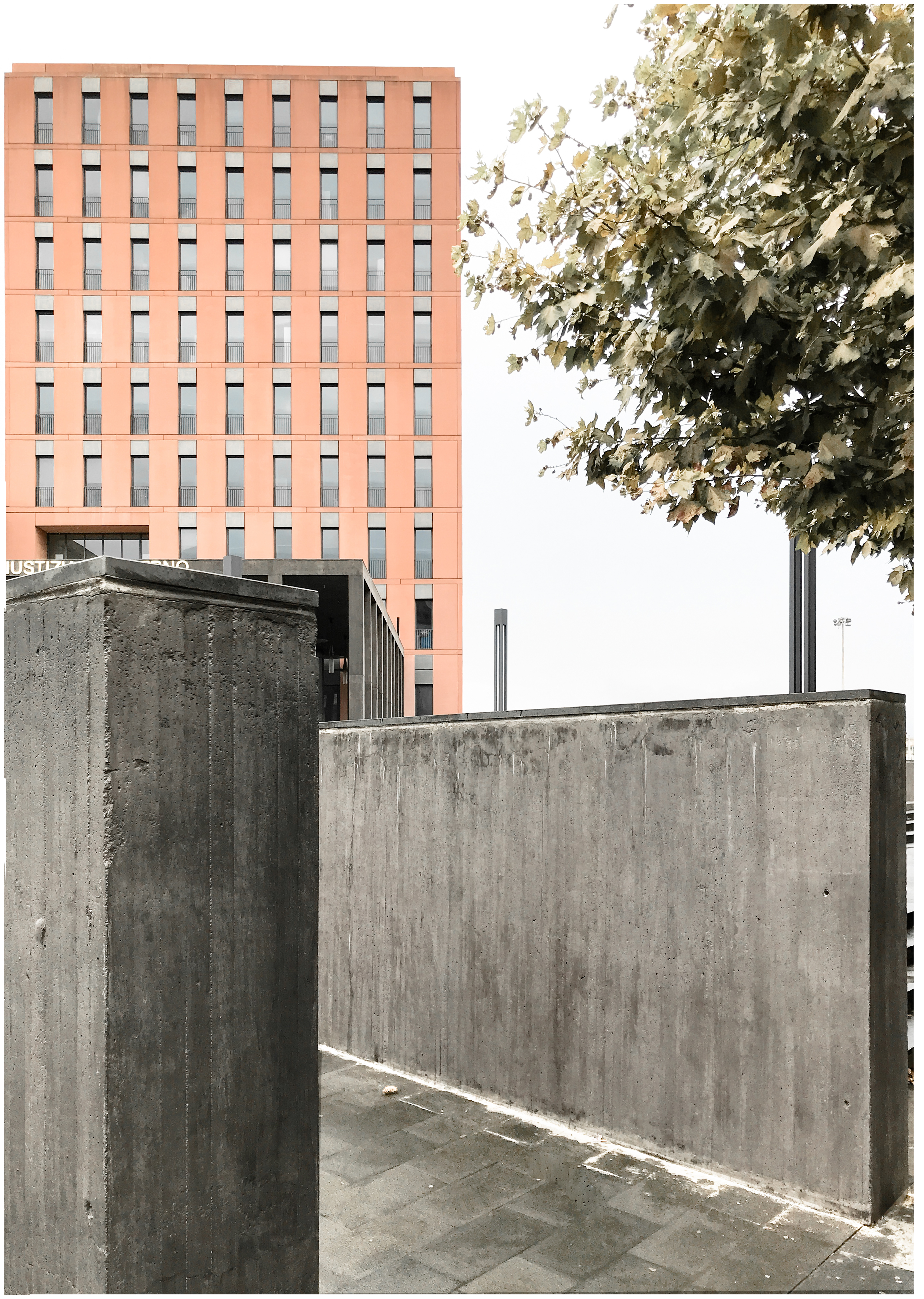
L'ingresso della Cittadella

Sempre nella relazione illustrativa si legge che: "L'edificio si e strutturato come un'infrastruttura che esprime con chiarezza le costanti del sistema giudiziario e dell'istituzione rispondendo allo stesso tempo alle diverse variabili ed ai bisogni dei cittadino, della comunità, dei luogo e dei tempo. Il sistema di circolazione è stato articolato attraverso le corti che strutturano il percorso pubblico e stabiliscono una chiara gerarchia tra gli edifici, riflettendo le loro necessità di connessione ed il loro livello di sicurezza. Corti e Blocchi si interrelazionano e si caratterizzano a vicenda, ricercando modi per frammentare la monoliticità dell'istituzione, rafforzando la natura pubblica del complesso nonché la sua dimensione umana e il suo senso di accoglienza. Il verde delle corti si struttura confermando l'idea di apertura della costruzione e stabilendo continuità e ricchezza spaziale tra le sue singole parti."
Spazi e nuclei funzionali sono stati distribuiti nei sei edifici costituenti il complesso e situati su una piastra. Gli edifici sono collegati tra loro da un sistema di colonnati formanti delle corti, e ai piani superiori - secondo e terzo - da un sistema di passaggi.

### Le opere d'arte
In conformità alla legge 717 del 1949 (la cosiddetta Legge 2%), che prevede l'inserimento obbligatorio di opere d'arte negli edifici pubblici, nel 2002 fu bandito un concorso internazionale di idee la cui giuria, presieduta dallo stesso David Chipperfield e da Achille Bonito Oliva, selezionò tre opere (il Faro della Giustizia di Ben Jakober e Yannich Vu, scritte al neon riguardanti i temi della giustizia realizzate da Joseph Kosuth e tre video sul processo ingiusto alle idee di Franco Scognamiglio) per arricchire la struttura.

## Galleria d'immagini

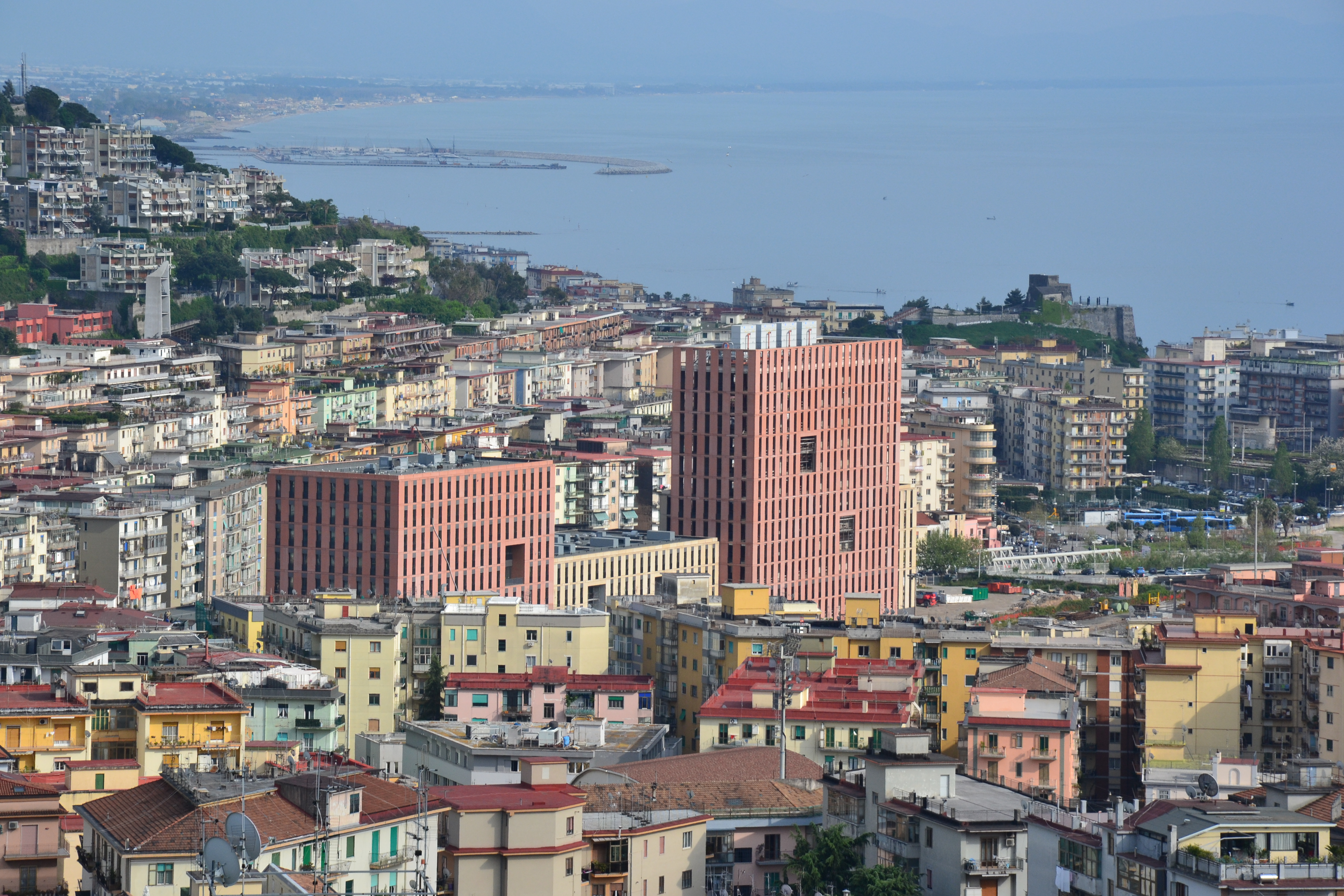
Il complesso della cittadella, Aprile 2013
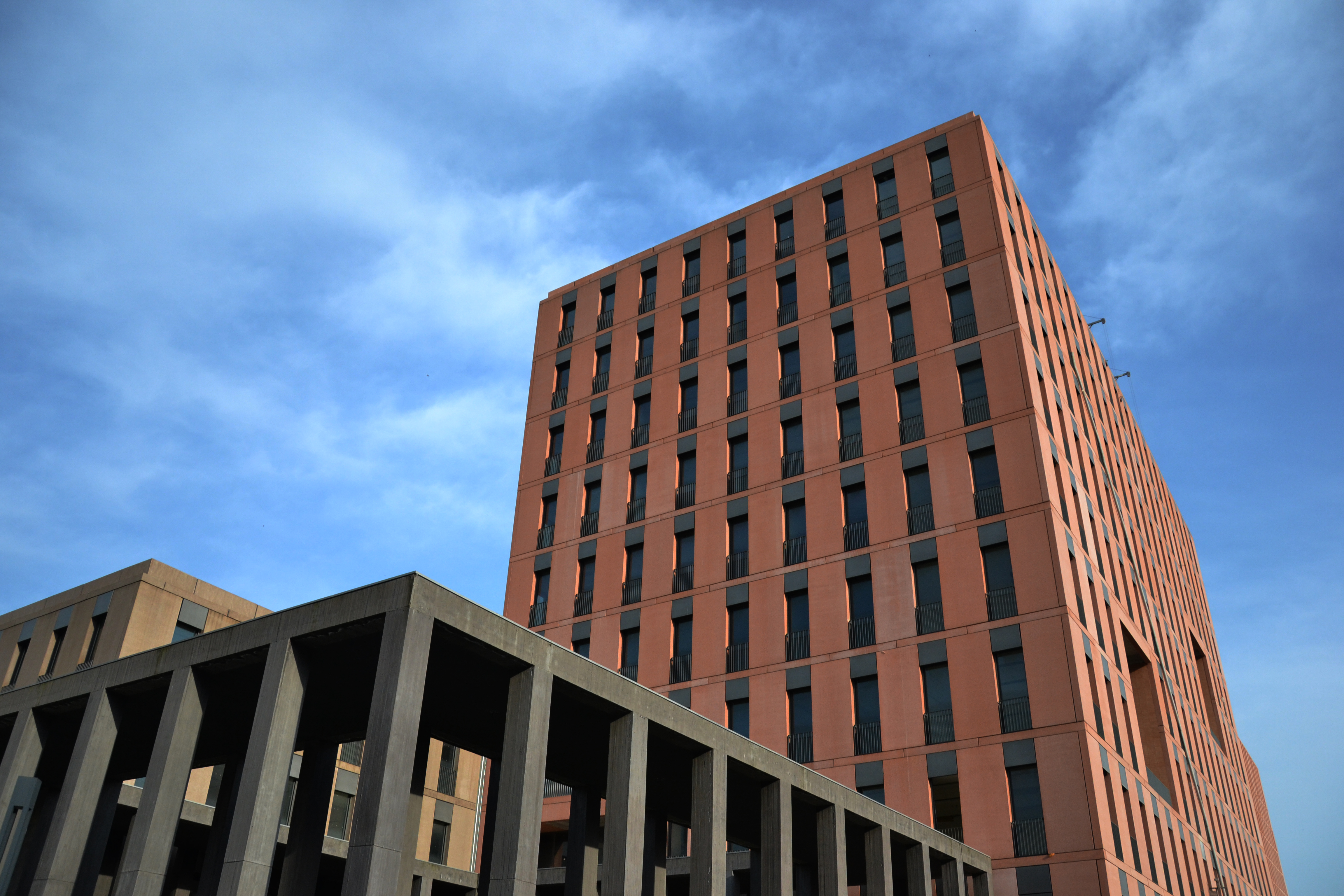
Vista da Piazza Dalmazia, Maggio 2013
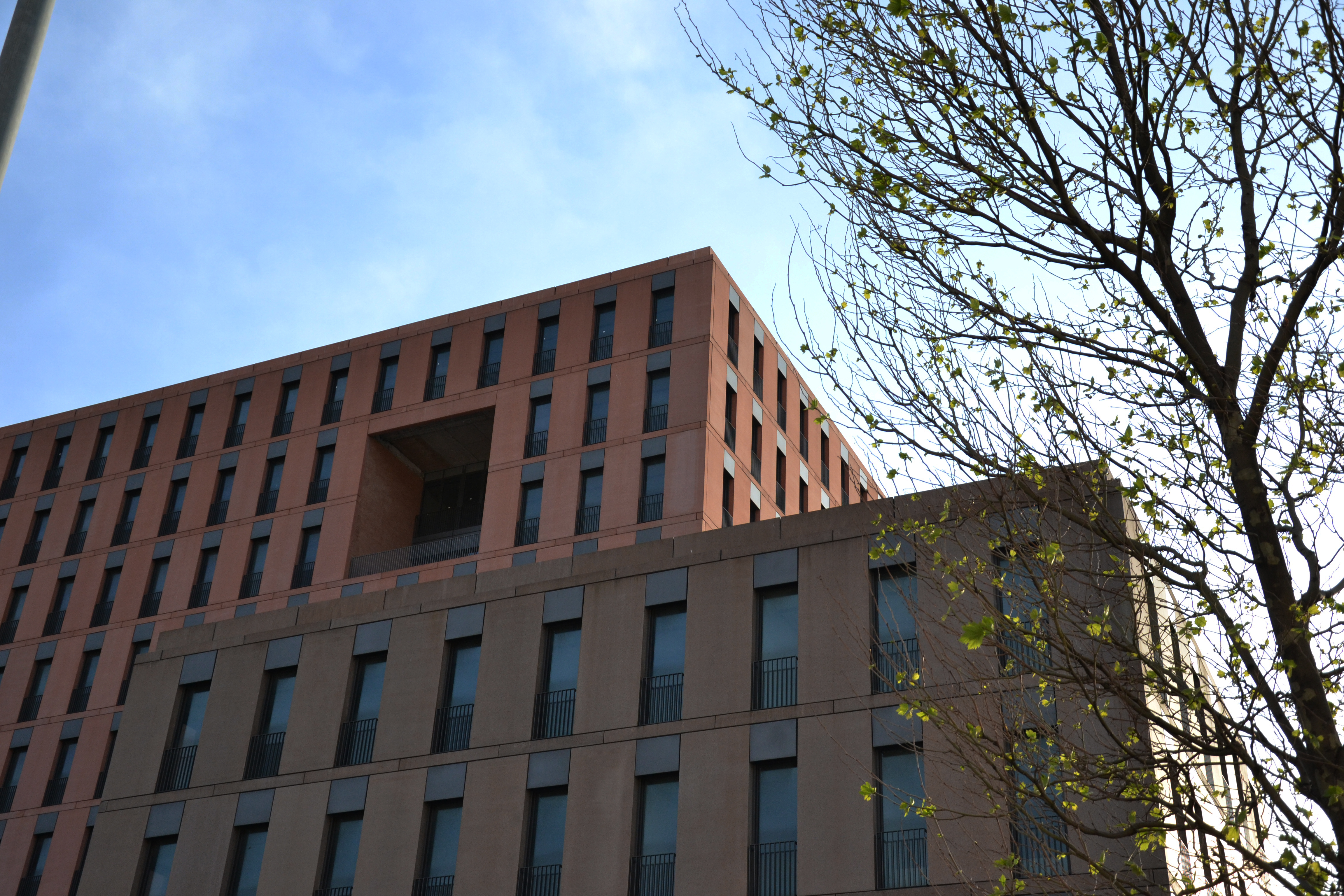
Vista edifici A e B, Maggio 2013